# Liste des cathédrales de la Sardaigne
Cet article recense les cathédrales de Sardaigne en Italie.

## Généralités
Les cathédrales érigées en Sardaigne sont des édifices de l'Église catholique. Administrativement, la région est couverte par la région ecclésiastique de Sardaigne et compte trois archidiocèses (Cagliari, Oristano et Sassari) et sept diocèses (Ales-Terralba, Alghero-Bosa, Iglesias, Lanusei, Nuoro, Ozieri et Tempio-Ampurias).
Au total, la Sardaigne compte dix cathédrales et quatre cocathédrales. On y dénombre également plusieurs anciennes cathédrales : édifices qui ont par le passé accueilli le siège d'un évêché avant de le perdre.

## Liste

### Cathédrales
| Édifice                              | Commune         | Province         | Juridiction     | Notes | Coordonnées                      | Illus. |
| ------------------------------------ | --------------- | ---------------- | --------------- | ----- | -------------------------------- | ------ |
| Notre-Dame-du-Château                | Cagliari        | Cagliari         | Cagliari        |       | 39° 13′ 08″ nord, 9° 07′ 01″ est |        |
| Sainte-Marie-Madeleine               | Lanusei         | Nuoro            | Lanusei         |       | 39° 52′ 44″ nord, 9° 32′ 29″ est |        |
| Notre-Dame-des-Neiges                | Nuoro           | Nuoro            | Nuoro           |       | 40° 19′ 14″ nord, 9° 20′ 12″ est |        |
| Saints-Pierre-et-Paul                | Ales            | Oristano         | Ales-Terralba   |       | 39° 46′ 07″ nord, 8° 48′ 58″ est |        |
| Notre-Dame-de-l'Assomption           | Oristano        | Oristano         | Oristano        |       | 39° 54′ 10″ nord, 8° 35′ 24″ est |        |
| Sainte-Claire-d'Assise               | Iglesias        | Sardaigne du Sud | Iglesias        |       | 39° 18′ 49″ nord, 8° 31′ 57″ est |        |
| Notre-Dame-de-l'Immaculée-Conception | Alghero         | Sassari          | Alghero-Bosa    |       | 40° 33′ 33″ nord, 8° 18′ 46″ est |        |
| Immaculée-Conception                 | Ozieri          | Sassari          | Ozieri          |       | 40° 35′ 08″ nord, 9° 00′ 12″ est |        |
| Saint-Nicolas-de-Bari                | Sassari         | Sassari          | Sassari         |       | 40° 43′ 36″ nord, 8° 33′ 29″ est |        |
| Saint-Pierre-Apôtre                  | Tempio Pausania | Sassari          | Tempio-Ampurias |       | 40° 54′ 10″ nord, 9° 06′ 12″ est |        |

### Cocathédrales
| Édifice              | Commune     | Province         | Juridiction     | Notes                                        | Coordonnées                      | Illus. |
| -------------------- | ----------- | ---------------- | --------------- | -------------------------------------------- | -------------------------------- | ------ |
| Notre-Dame-Immaculée | Bosa        | Oristano         | Alghero-Bosa    |                                              | 40° 17′ 43″ nord, 8° 30′ 14″ est |        |
| Saint-Pierre-Apôtre  | Terralba    | Oristano         | Ales-Terralba   |                                              | 39° 43′ 13″ nord, 8° 38′ 14″ est |        |
| Saint-Pantaléon (it) | Dolianova   | Sardaigne du Sud | Cagliari        | Cathédrale de l'ancien diocèse de Dolia (it) | 39° 22′ 53″ nord, 9° 10′ 26″ est |        |
| Saint-Antoine-Abbé   | Castelsardo | Sassari          | Tempio-Ampurias | Cathédrale de l'ancien diocèse d'Ampurias    | 40° 55′ 01″ nord, 8° 42′ 45″ est |        |

### Anciennes cathédrales
| Édifice                                  | Commune      | Province         | Notes                                               | Coordonnées                      | Illus. |
| ---------------------------------------- | ------------ | ---------------- | --------------------------------------------------- | -------------------------------- | ------ |
| Saints-Pierre-et-Georges (it)            | Suelli       | Cagliari         | Cathédrale de l'ancien diocèse de Suelli (it)       | 39° 33′ 44″ nord, 9° 07′ 52″ est |        |
| Saint-Pierre (it)                        | Galtelli     | Nuoro            |                                                     | 40° 23′ 15″ nord, 9° 36′ 57″ est |        |
| Saint-Nicolas (it)                       | Ottana       | Nuoro            | Cathédrale de l'ancien diocèse d'Ottana (it)        | 40° 14′ 00″ nord, 9° 02′ 30″ est |        |
| Saint-André-Apôtre (it)                  | Tortolì      | Nuoro            | Ancienne cathédrale du diocèse de Lanusei           | 39° 55′ 30″ nord, 9° 39′ 29″ est |        |
| Saint-Pierre (it)                        | Bosa         | Oristano         | Ancienne cathédrale du diocèse de Bosa              | 40° 17′ 21″ nord, 8° 31′ 11″ est |        |
| Sainte-Juste (it)                        | Santa Giusta | Oristano         | Cathédrale de l'ancien diocèse de Santa Giusta (it) | 39° 52′ 54″ nord, 8° 36′ 26″ est |        |
| Saint-Pierre (it)                        | Suelli       | Sardaigne du Sud | Cathédrale de l'ancien diocèse de Suelli (it)       | 39° 33′ 44″ nord, 9° 07′ 52″ est |        |
| Notre-Dame de Monserrato (it)            | Tratalias    | Sardaigne du Sud |                                                     | 39° 05′ 53″ nord, 8° 34′ 19″ est |        |
| Saint-Pierre de Sorres (it)              | Borutta      | Sassari          | Cathédrale de l'ancien diocèse de Sorres (it)       | 40° 31′ 13″ nord, 8° 44′ 56″ est |        |
| Saint-Simplice                           | Olbia        | Sassari          | Basilique mineure                                   | 40° 55′ 32″ nord, 9° 29′ 48″ est |        |
| Notre-Dame de Castro (it)                | Oschiri      | Sassari          | Cathédrale de l'ancien diocèse de Castro (it)       | 40° 42′ 45″ nord, 9° 02′ 53″ est |        |
| Saint-Antioche de Bisarcio               | Ozieri       | Sassari          |                                                     | 40° 38′ 41″ nord, 8° 53′ 34″ est |        |
| Saint-Pierre (it)                        | Ploaghe      | Sassari          | Cathédrale de l'ancien diocèse de Ploaghe (it)      | 40° 39′ 58″ nord, 8° 44′ 57″ est |        |
| Saint-Gabin-Saint-Prote-et-Saint-Janvier | Porto Torres | Sassari          |                                                     | 40° 49′ 56″ nord, 8° 24′ 03″ est |        |